# Balma de na Cristiana
La Balma de na Cristiana és un dolmen situat al poble de Sant Joan d'Albera, de la comuna de l'Albera, a la comarca del Vallespir (Catalunya del Nord).
Aquest megàlit, que forma part d'un conjunt que en compta 147 d'aquesta banda del Pirineu, es troba sobre el vessant meridional del Puig de Sant Cristau, a uns 650 m d'altitud. S'hi pot accedir caminant a partir del vilatge de Sant Joan d'Albera. S'acostuma a dir que és el més bell de tots els dòlmens de la contrada.

## Descripció

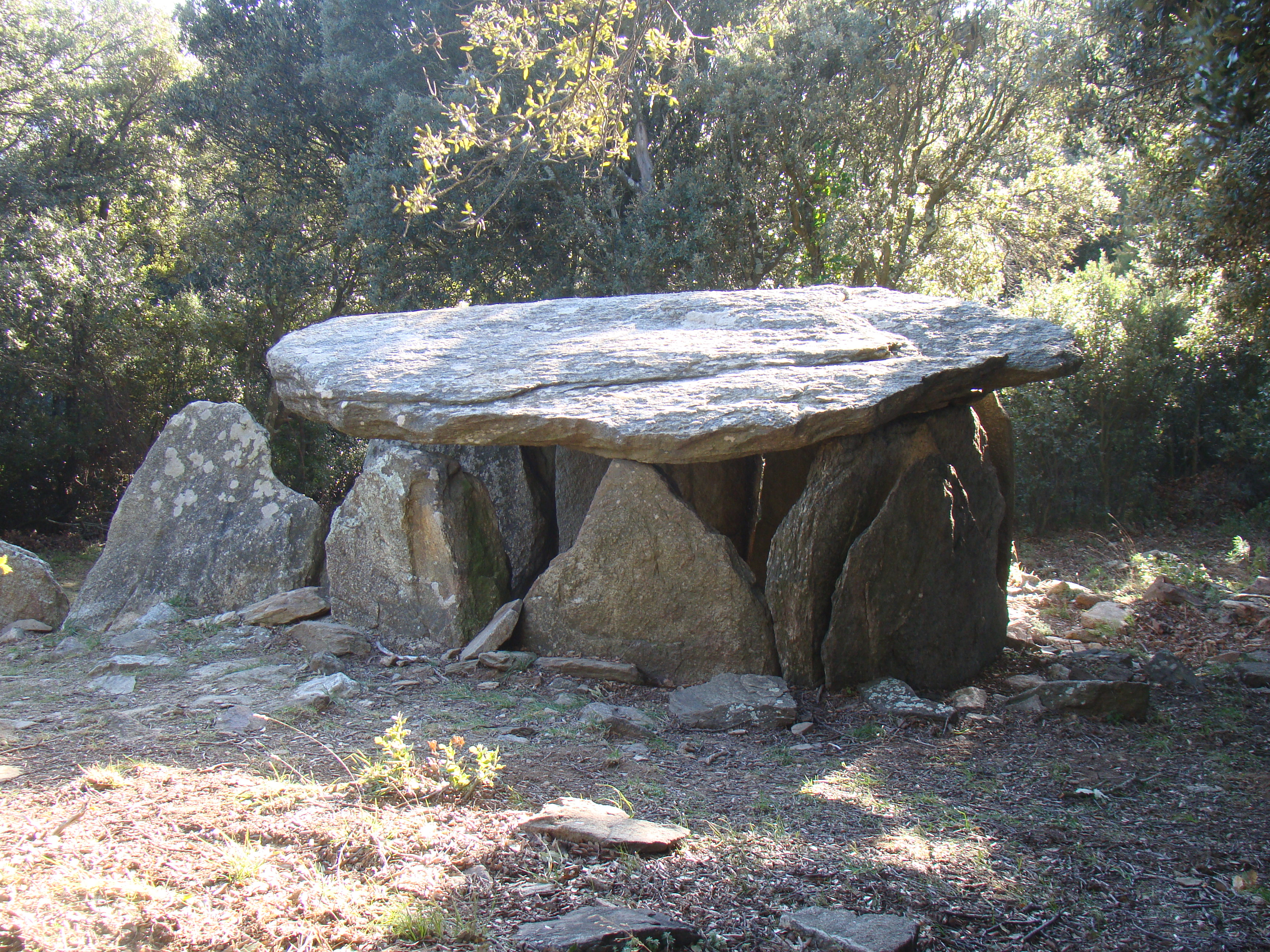
El dolmen vist del nord

El dolmen és un megàlit amb passadís; la seva cambra, que té una llargària de gairebé quatre metres, està tancada per una capçalera que fa 1,92 m d'ample i 1,60 d'alt. La llosa de gneis que el cobreix mesura com a màxim 3,45 m de llarg i 2,30 m d'ample.

## Història

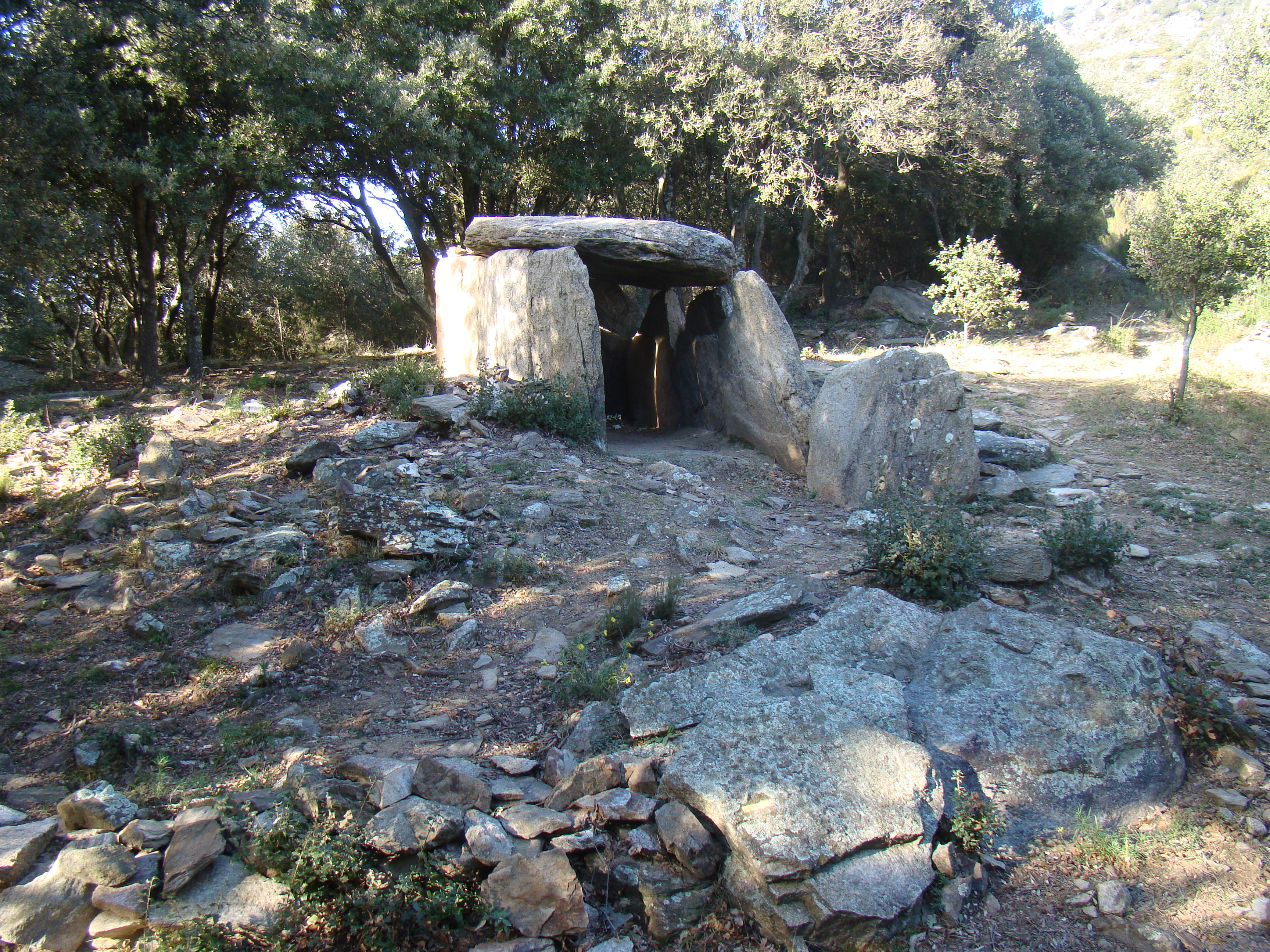
El dolmen, des del costat de migdia

Arran de l'estudi de la seva forma, s'ha suposat que aquest megàlit data del Neolític final, de manera que correspon al segon període de la civilització megalítica (o sigui entre la meitat i el final del tercer mil·lenni abans de Crist).
A conseqüència de la troballa de testos de terrissa, se sap que la zona va ser habitada durant l'època medieval.

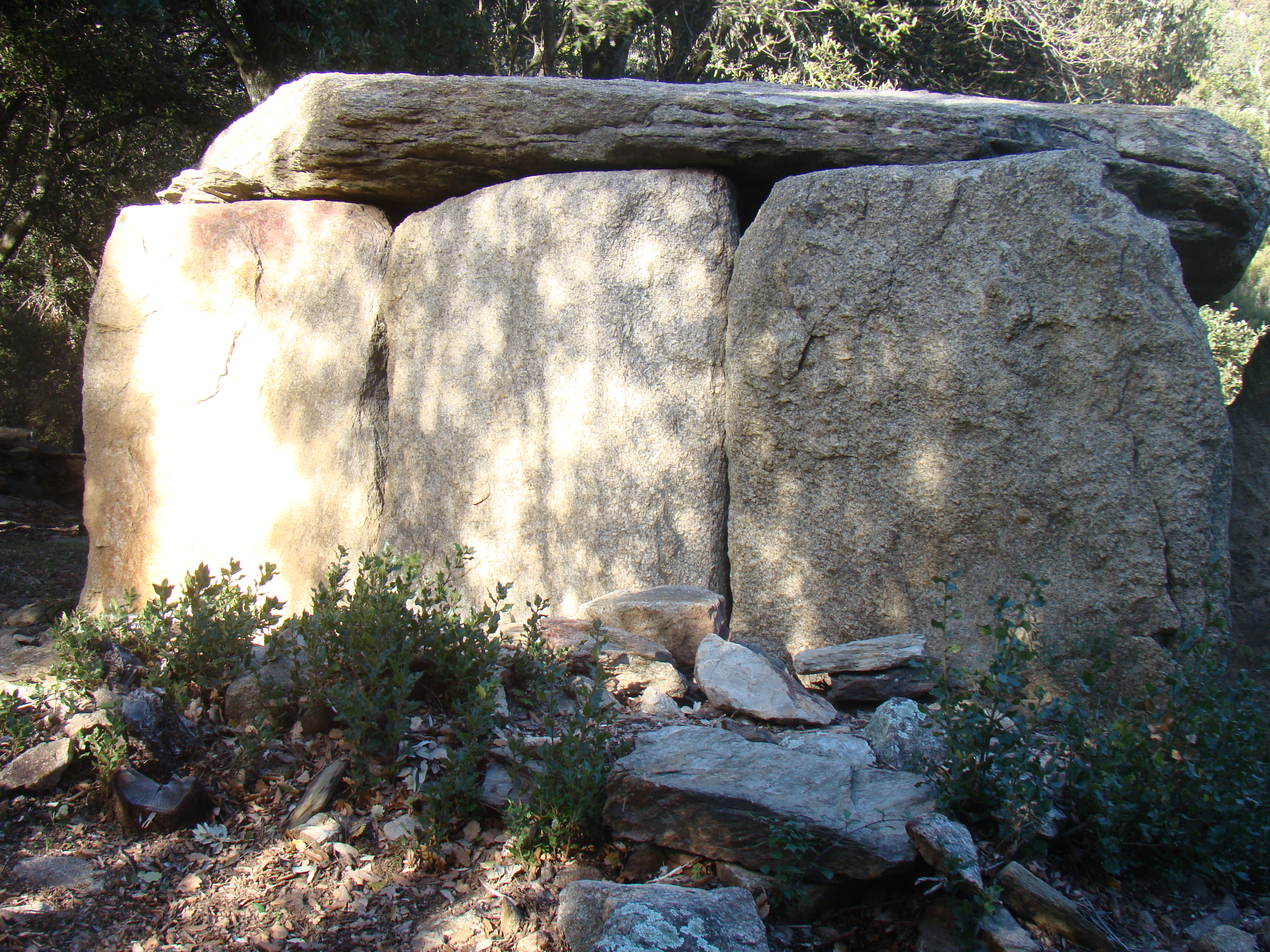
Vista lateral del dolmen

Aquest dolmen fou citat per primera vegada per l'erudit nord-català Francesc Jaume Jaubert de Paçà en una carta que l'historiador i arqueòleg Prosper Mérimée va llegir al Comitè històric francès de les arts i monuments el 1846. Jaubert escrivia aleshores (traducció del francès): "Devers l'extremitat occidental de les Alberes, abans el coll de Bellaguarda, es troba un dolmen molt degradat, que es diu el Roc de la Cristiana".
Gairebé mig segle més tard, el 1887, Paul Pallary, un zoòleg i arqueòleg francès, visità l'indret durant una exploració que emprengué per a estudiar els dòlmens de Puig Neulós. Amb tot, no va ser fins al segle següent, arran de les recerques de Jacques Freixe, el 1903, que aquest lloc va rebre més atenció i dedicació. Aquest negociant i erudit local del Pertús va fer-hi excavacions i determinà que el dolmen no s'havia usat com a sepultura, ja que no s'havia trobat cap resta d'os. Les recerques es van intensificar a partir del 1970, dirigides per Joan Abelanet i s'hi van trobar aleshores diversos fragments de terrissa de l'edat mitjana.